# Shaft (1971)
Shaft is een Amerikaanse actiefilm uit 1971 onder regie van Gordon Parks. De productie groeide uit tot een boegbeeld van het blaxploitation-genre. Het verhaal werd gebaseerd op het gelijknamige boek van Ernest Tidyman. Voor de filmmuziek getiteld Theme from Shaft won Isaac Hayes zowel een Oscar, een Grammy Award als een Golden Globe.
Shaft werd in 1972 opgevolgd door Shaft's Big Score en in 1973 door Shaft in Africa, net als het origineel ook allebei met Roundtree als het titelpersonage. Het origineel werd in 2000 opgenomen in het National Film Registry. In 2000 werd geprobeerd de serie nieuw leven in te blazen met een film die opnieuw Shaft werd genoemd. Hierin verschijnt Roundtree opnieuw als Shaft, maar dan als bijpersonage dat het stokje als privédetective doorgeeft aan zijn neef die ook John Shaft (Samuel L. Jackson) heet.

## Verhaal
John Shaft (Richard Roundtree) is een privédetective die niet met zich laat sollen. De dochter van gangster Bumpy Jonas (Moses Gunn) is ontvoerd en hij wil dat Shaft haar gaat zoeken. Om haar op te sporen, duikt Shaft Harlem in.

## Rolverdeling
| Acteur               | Personage           |
| -------------------- | ------------------- |
| Richard Roundtree    | John Shaft          |
| Moses Gunn           | Bumpy Jonas         |
| Charles Cioffi       | Vic Androzzi        |
| Christopher St. John | Ben Buford          |
| Gwenn Mitchell       | Ellie Moore         |
| Lawrence Pressman    | Sergeant Tom Hannon |
| Victor Arnold        | Charlie             |
| Sherri Brewer        | Marcy               |
| Rex Robbins          | Rollie              |
| Camille Yarbrough    | Dina Greene         |
| Margaret Warncke     | Linda               |
| Joseph Leon          | Byron Leibowitz     |
| Arnold Johnson       | Cul                 |
| Dominic Barto        | Patsy               |
| George Strus         | Carmen              |
| Edmund Hashim        | Lee                 |
| Drew Bundini Brown   | Willy               |
| Tommy Lane           | Leroy               |
| Al Kirk              | Sims                |
| Shimen Ruskin        | Dr. Sam             |
| Antonio Fargas       | Bunky               |